# Бело језеро (Псковска област)
Бело језеро (рус. Белое) слатководно је језеро ледничког порекла смештено у јужном делу Себешког рејона на југозападу Псковске области у Русији. Налази се на територији Себешког националног парка. Кроз језеро протиче река Нечерица и преко ње је оно повезано са басеном реке Свољне, односно са басеном реке Западне Двине и Балтичког мора.
Акваторија језера обухвата површину од око 4,7 км² (468 хектара). Максимална дубина језера је до 27 метара, односно просечна од око 10 метара. Једно је од дубљих језера на територији Псковске области.
На обали језера лежи село Забељје.